# Recyclage du PVC

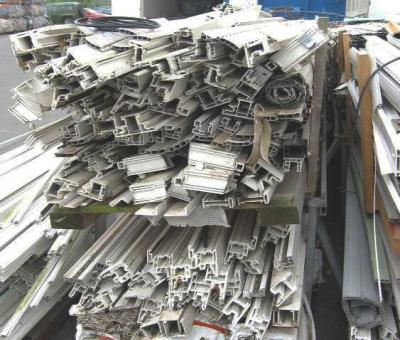
Déchets PVC post-consommation

Le recyclage du PVC (Polychlorure de vinyle) peut être fait de deux façons: recyclage mécanique ou recyclage chimique.

## Gestion des déchets PVC
Il existe différents types de déchets plastiques (exemple : ceux à base de PVC) :
- les déchets de fabrication ou déchets industriels - les chutes sont récupérées et réintroduites dans le processus de fabrication[1]. Aujourd'hui, les principales entreprises de transformation du PVC assurent un recyclage d’environ 98 % des déchets de production[2] ;
- les déchets ménagers ou de post-consommation.

Différents types de déchets ont des modes de valorisation optimale différents. En fonction d’une combinaison de critères environnementaux, logistiques, économiques ou dépendants du marché, on déterminera la meilleure option. Par conséquent, toute la gamme des options de gestion des déchets doit être considérée au moment de décider du type de traitement des déchets.
| Méthodes                 | Convient pour                                                                              |
| ------------------------ | ------------------------------------------------------------------------------------------ |
| Recyclage mécanique      | Produits PVC triés et déchets simples                                                      |
| Recyclage chimique       | PVC mélangé à d’autres plastiques                                                          |
| Valorisation énergétique | Déchets non triés/contaminés par mélange à d’autres plastiques et d’autres déchets solides |

## Les différentes méthodes de valorisation
Avant 2000, il y avait très peu de valorisation des déchets par recyclage mécanique (notamment  à cause des problèmes de collecte) et il existait d’autres modes de valorisation. Par ailleurs, le PVC dépend d'une matière première dont le prix oscille. En conséquence et comme pour toute activité de recyclage, le secteur du PVC est tributaire des variations des cours de la matière vierge.

### La valorisation énergétique
Si la difficulté de trier ne permet pas d’isoler les objets en PVC du reste des déchets ménagers, ils peuvent être incinérés avec eux : cela permet de récupérer le potentiel énergétique du PVC. L’incinération des ordures ménagères est très utilement aidée par la présence des déchets plastiques, dont le PVC, sans lesquels il faudrait injecter dans l’incinérateur du fioul pour permettre la combustion. C’est une incinération propre – la présence du PVC dans les ordures ménagères n’a pas d’influence sur la faible quantité de dioxines produite par les incinérateurs.
Plusieurs études ont analysé la contribution du PVC à la formation de dioxines dans le cas de l'incinération : toutes démontrent que la présence de PVC dans les déchets à incinérer n'augmente pas la quantité de dioxines formées dans l'incinérateur de déchets ménagers.
Quant à la partie chlore de la molécule du PVC, elle provoque un dégagement de chlorure d’hydrogène qui est récupéré dans les dispositifs de lavage de fumées rendus obligatoires par la directive européenne de 1990. Plus de la moitié de cet HCl produit par l’incinération est d’ailleurs due à d’autres composants des ordures ménagères que le PVC, ce qui rend, PVC ou non, le traitement des fumées obligatoire. L’HCl joue par ailleurs un rôle important : il fixe les chlorures métalliques des composants métalliques des ordures ménagères.
L’analyse de l’acidité atmosphérique en Europe a fait justice depuis longtemps de l’accusation faite au PVC d’être, au travers des pluies acides causées par l’incinération des ordures ménagères, responsable du dépérissement des forêts en Europe.

### La valorisation chimique
Elle consiste, par des procédés physiques et chimiques complexes, à décomposer le PVC pour en récupérer les composants de base afin de les réutiliser.

### La valorisation matière ou recyclage

#### Contexte en Europe
Au cours des dix dernières années, l’industrie du PVC en Europe a rempli les objectifs qu’elle s’était fixés dans le cadre de l’engagement volontaire Vinyl2010, en créant Recovinyl (créé pour faciliter la collecte, le tri et le transport de déchets mixtes de PVC post-consommation, plus particulièrement en provenance du secteur de la construction), en remplissant son objectif de recyclage de 200 000 t de PVC post-consommation par an (260 000 t en 2010).
Dans le cadre de Vinyl2010, au cours de ces dix dernières années, un organisme de collecte a été créé au niveau européen, de nouveaux procédés de recyclage tels que Vinyloop et Texyloop ont été mis en place et sont économiquement viables – tout en permettant au PVC recyclé d’obtenir les mêmes propriétés que du PVC vierge. Toute valorisation a un prix, et selon une étude réalisée par PE Europe, les procédés de recyclage permettent d’être compétitifs et sont économiquement viables par rapport à d’autres méthodes de valorisation.
Dans le cadre de VinylPlus, pour les dix prochaines années, l’industrie du PVC en Europe se fixe cinq engagements, dont la gestion responsable et durable des matériaux afin de :
- mettre en place une gestion plus contrôlée de la boucle du PVC par une gestion plus efficace et contrôlée de tous les matériaux tout au long de leur cycle de vie ;
- accroître les taux de recyclage et assurer le recyclage de 800 000 t[9] de PVC sur base annuelle d’ici 2020.

#### Techniques de recyclage
Il existe différents procédés de recyclage : l’un mécanique, l’autre chimique.

##### Exemple type de recyclage mécanique
Le procédé Vinyloop
Le procédé Vinyloop est un procédé de recyclage mécanique utilisant un solvant pour séparer le compound de PVC d’autres matériaux. Il s’agit d’un procédé en boucle fermée dont le solvant est complètement recyclé. Le PVC traverse un processus de traitement composé de différentes étapes:
1. Prétraitement : cette phase de prétraitement consiste à nettoyer, broyer et homogénéiser les déchets plastiques.
2. Dissolution du composite : un solvant spécifique est utilisé pour dissoudre sélectivement le compound PVC en boucle fermée (sous pression et sans air).
3. Séparation des matières secondaires : certaines impuretés ne peuvent être dissoutes – elles sont séparées en fonction du type de matière par filtration, centrifugation et décantation. Après séparation, les matériaux secondaires sont lavés au solvant pur pour entraîner tous les composés de PVC dissous restants.
4. Précipitation du compound de PVC régénéré : par la suite, la solution de PVC est récupérée dans un réservoir de précipitation, où de la vapeur d’eau est injectée pour faire évaporer complètement le solvant et précipiter le PVC. Le compound de PVC est récupéré sous la forme d’effluent aqueux. Tous les composants de la formulation du PVC sont récupérés dans le PVC régénéré.
5. Séchage et conditionnement du produit : les effluents de l’étape de précipitation sont envoyés vers un décanteur qui sépare le PVC de l’eau de traitement. Le compound de PVC humide est séché avec de l’air chaud et conditionné en big-bag d’une tonne, prêt à être réutilisé. L’eau provenant du procédé est traitée conformément à la réglementation avant d’être évacuée.
6. Récupération et recyclage du solvant afin de le réutiliser : un processus de décantation en plusieurs étapes permet de régénérer le solvant. Une première étape de condensation (utilisant de l’air chaud ou de l’eau froide) est suivie d’une phase de séparation ; le solvant biodégradable et l’eau sont tous deux recyclés. L’eau séparée retourne dans le réservoir de précipitation, le solvant retourne vers l’étape de dissolution.

Le PVC recyclé est utilisé à la place de PVC vierge dans différentes applications : les revêtements de piscines, les semelles de chaussures, les tuyaux d’arrosage, les membranes de tunnel, les tissus enduits, les feuilles en PVC,...

##### Exemples types de recyclage chimique
Le procédé Watechde recyclage chimique du PVC
Le principe de ce procédé consiste à transformer le déchet PVC en produits recyclés, qui peuvent être utilisés dans d’autres applications industrielles en substitution de produits vierges d’une qualité similaire ou comparable.
Le procédé Stigsnæs de recyclage chimique du PVC
Il s’agit d’un processus de récupération du PVC qui se déroule en deux temps. Le procédé peut être compris comme une hydrolyse séparant les parties inorganiques et organiques, suivie d’un post-chauffage des fractions organiques. L’objectif de ce procédé vise à transformer les déchets PVC en matières premières et en énergie pour un procédé de production de matière de sablage.

### La mise en décharge
Biologiquement et chimiquement inertes, les déchets de PVC peuvent être techniquement mis en décharge sans inconvénient autre que visuel et perte de ressource valorisable. Une quantité de plus en plus faible de PVC ne peut parfois pas être séparée d’autres déchets et aboutit en décharge.

Des études ont été réalisées pour appréhender le comportement du PVC dans les décharges à long terme, notamment à la suite de la découverte de traces de chlorure de vinyle monomère à proximité de décharges aux États-Unis. En fait, leur présence était due à la dégradation de solvants chlorés.

Les éléments d'études disponibles et l'évaluation théorique à partir de l'expérience acquise concernant l'évolution du PVC dans les décharges  montre que le PVC rigide ne se dégrade pas et que le PVC plastifié (souple) se dégrade très lentement. Une estimation, très pessimiste, du temps qu'il faudrait pour arriver à un début de dégradation, correspondant à une déshydrochloration de l'ordre de 1 à 2 %, est de plusieurs centaines d'années.

Ces caractéristiques expliquent que des membranes en PVC sont maintenant utilisées pour tapisser le fond des centres d'enfouissement techniques de façon à éviter les transferts de pollution des déchets vers le sol et éventuellement la nappe phréatique.
Toutefois, dans le cadre du programme VinylPlus, l’engagement volontaire successeur de Vinyl2010, l’industrie du PVC en Europe vise un taux zéro de mise en décharge afin de pouvoir valoriser le PVC et de le recycler.